# Pavel Bobek
Pavel Bobek (16. září 1937 Praha – 20. listopadu 2013 Praha) byl český architekt a zpěvák.

## Životopis

### Mládí a studia

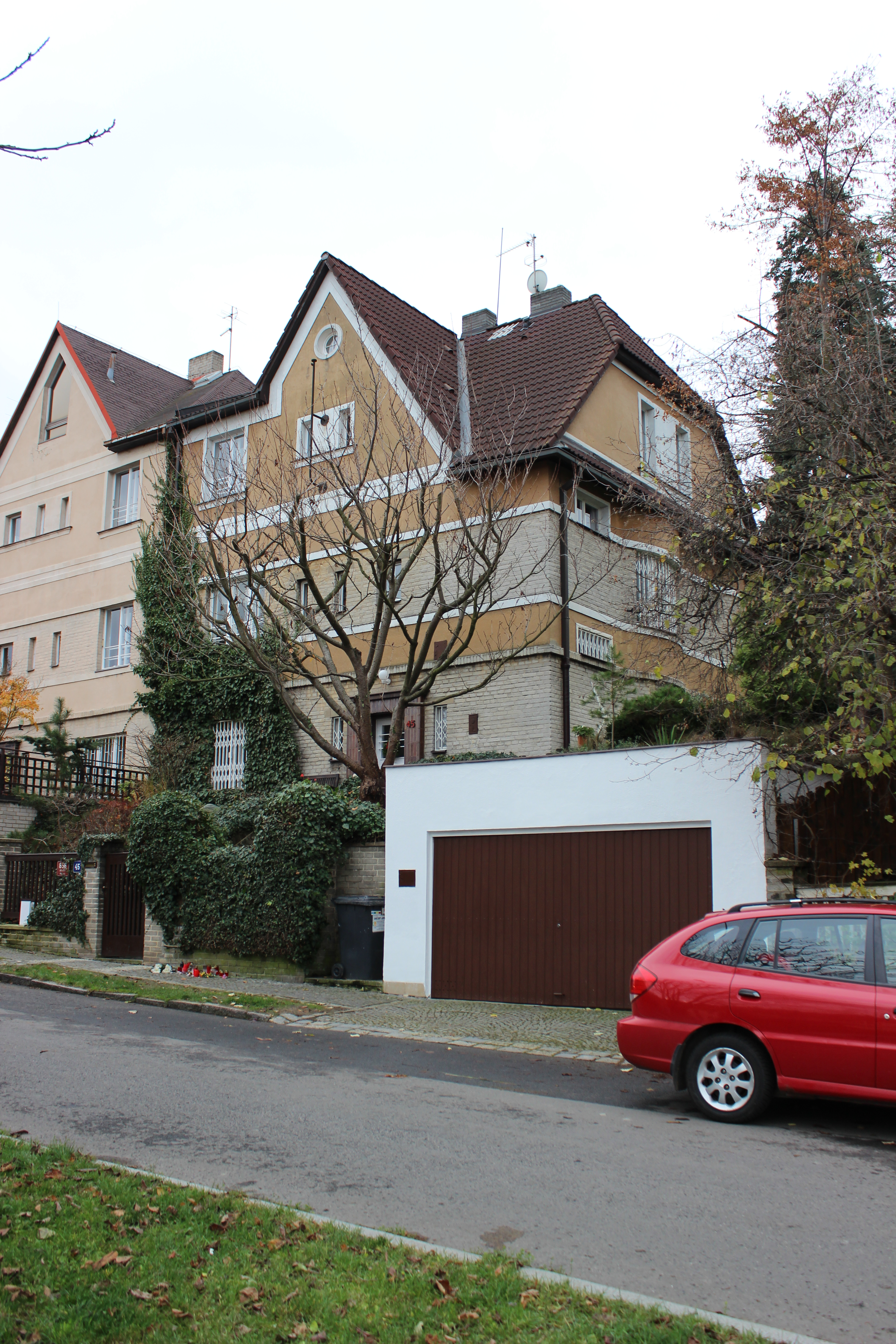
Dům Pavla Bobka

Pavel Bobek trávil své dětství na pražském Břevnově. Jeho otec Václav (1901–1955) byl stavebním inženýrem a měl také hudební nadání (hrál na piano a působil coby kapelník místní břevnovské kapely). Matka, Božena zpívala například s kapelou svého manžela. Pavel Bobek měl o pět let staršího bratra Václava a o jedenáct let mladší sestru Alenu. Ke zpěvu, ani ke hře na klavír, k níž ho rodiče přihlásili, však malý Pavel zpočátku příliš vztah neměl. Bližší mu byla technika, a sice letectví a tramvaje. První pěvecké pokusy se odbývaly v betonovém bazénku na zahradě u domova, jenž se zakrýval dřevěným víkem. Malý Pavel si do bazénu vlezl, zakryl jej víkem a prozpěvoval si, domnívaje se, že jej nikdo neslyší.
Roku 1952 začal studovat gymnázium na Hládkově (pozdější Gymnázium Jana Keplera). Spolu s ním do této školy nastoupil jeho pozdější celoživotní přítel Jiří Laurent, se kterým se znal již od šesté třídy základní školy. Během školních let také společně muzicírovali, když Bobek hrál na piano a zpíval a Laurent k tomu hrál na kytaru gibsonku. Vystupovali především se skladbami zachycenými z vysílání západoevropských rozhlasových stanic. K dalším jeho spolužákům patřil také architekt Jan Kaplický.
Když byl ve třetím ročníku gymnázia, objevil se u jeho otce zhoubný nádor na mozku. Povedlo se jej sice úspěšně odoperovat, nicméně po operaci se otec již úplně nevzpamatoval a po roce a půl, v době, kdy se Pavel připravoval k maturitě, ve věku 53 let zemřel.
Po úspěšně složené maturitě se všichni tři kamarádi hlásili na vysokou školu, konkrétně na České vysoké učení technické v Praze (ČVUT), kde chtěli studovat architekturu. Bobek u zkoušek uspěl, ale Kaplický nikoliv. Během univerzitních studií vystupoval Pavel Bobek spolu se spolužákem Laurentem na fakultních večírcích a předváděli spolustudentům písně nacvičené z poslechu zahraničních rozhlasových stanic.
A právě dvě ze spolužákyň jej požádaly, zda by se s nimi v roce 1957 nezúčastnil pěvecké soutěže Hledáme nové talenty. Pavel Bobek souhlasil, leč jak se ukázalo, dívky na něj vše nastražily – samy účast v soutěži neplánovaly, ale jeho do soutěže bez jeho vědomí přihlásily a domluvily mu vystoupení s písní Singing the Blues od Guye Mitchella. Píseň v jeho podání sklidila úspěch a poslala jej do finálového kola této soutěže. Karel Krautgartner, jenž vedl kapelu, která Bobka na soutěži doprovázela, zpěváka chválil a plánoval, jak k písničce doplní český text a následně s ní objedou celé Československo. Protože však Pavel Bobek s překladem písně do češtiny nesouhlasil, neuskutečnil se ani výlet po celé republice, ani nebyl pozván na finále.
Ze soutěže se vrátil zpět na fakultu a vystupoval v uskupení pojmenovaném FAPS, což byla zkratka od orchestr Fakulty architektury a pozemního stavitelství. Kapelu vedl Jiří Brabec, pozdější šéf Country Beatu, a Bobek v ní zpíval a jeho kamarád Laurent hrál na kytaru.
Během vysokoškolských studií koncertovali Bobek společně s Laurentem prvně za honorář. V roce 1959 byli osloveni pracovníky Divadla Paravan, jež sídlilo v pozdější Redutě, aby zpříjemňovali večery po představeních hudbou v místním divadelním klubu. Vystupovali pod pojmenováním PARALAX a Bobek hrál na piano a zpíval.
Vysokou školu úspěšně dokončil roku 1961 a získal akademický titul inženýr architekt (Ing. arch.). Po ní dostal umístěnku do Ústí nad Labem. Tam ovšem neodešel a přihlásil se k výstavbě pražského sídliště Petřiny. Na stavbě se seznámil s Petrem Spáleným, který tam také pracoval. Když se blížila zima roku 1961, rozhodl stavbyvedoucí Petřin, že je Bobka na stavbu škoda a poslal ho Sdružení velkovýkrmen, kde se setkal například s Miroslavem Černým či s Petrem Nárožným. Na přelomu let 1961 a 1962 absolvoval půlroční vojenskou službu.

### Po škole
Po škole a vojenské službě začal zkoušet s Pavlem Sedláčkem a Studijní skupinou Big Beatu. V tomto tělese nejen zpíval, ale občas také hrál na klavír. V roce 1963 kontaktoval Bobka hudebník Pete Kaplan, který s Miloslavem Růžkem a Pavlem Chrastinou založili skupinu Olympic. Protože Kaplan odcházel na základní vojenskou službu, hledal za sebe do kapely náhradu. Tu našel v Bobkovi a jeho příteli Laurentovi. Oba se tak stali členy kapely ještě před příchodem jejího pozdějšího frontmana Petra Jandy. Během roku 1965 se rozhodl změnit zaměstnání a přešel do Ústředí vědeckých, technických a ekonomických informací (ÚVTEI). Zde vydržel až do roku 1980.
Již ale roku 1963 se mezi kytaristou Olympicu Petrem Jandou a začínajícím textařem Jiřím Štaidlem začala rodit idea vystupování kapely na jevišti divadla Semafor. Ve spolupráci se skladatelem Karlem Marešem (autor duetu Tam za vodou v rákosí pro Evu Pilarovou a Waldemara Matušku) se podařilo pro myšlenku přesvědčit také Jiřího Suchého. Štaidl s Marešem připravili pro kapelu představení Ondráš podotýká, v němž vedle Bobka pěvecky vystupovali Miki Volek, Josef Laufer, Yvonne Přenosilová, Naďa Urbánková či Věra Křesadlová. Premiéra představení se uskutečnila 11. listopadu 1963 a po ní následovalo dalších 52 repríz. Kritika z pera Jiřího Černého či Jaroslava Přikryla Bobkův výkon v představení oceňovala. Od této doby se také datuje přátelství mezi Bobkem a Přenosilovou.
V reakci na úspěch divadelního představení natočila v roce 1964 monopolní vydavatelská společnost Supraphon pět desek (na čtyřech byly písně Olympicu a na jedné Mefista), které distribuovala mezi čtenáře časopisu Mladý svět. Téhož roku emigroval Pavlu Bobkovi bratr Václav do Západního Německa, kde působil jako stavební inženýr v Mnichově (stavěl například tamní letiště). Olympic se roku 1964 stal profesionálním hudebním tělesem, ale Pavel Bobek se chtěl i nadále věnovat svému původnímu zaměstnání architekta.

### Příchod do Semaforu a nárůst popularity
V letech 1963–1965 byl zpěvákem skupiny Olympic, od roku 1966 vystupoval nejčastěji s Country Beatem Jiřího Brabce. S ním se v roce 1967 stal stálým členem divadla Semafor, v němž působil až do roku 1990. Patřil do souboru okolo Miloslava Šimka, původně také s Jiřím Grossmannem, který Bobkovi napsal několik textů. V jejich Návštěvních dnech Bobek vystupoval nejen jako zpěvák, ale i herec malých komických rolí. Zpíval zprvu ve velké míře anglicky, po nástupu normalizace se musel přeorientovat na češtinu. Roku 1975 mu vyšlo první album Veď mě dál, cesto má.
V roce 1978 se v rezidenci amerického velvyslanectví setkal s americkým country zpěvákem Johnnym Cashem na jeho koncertě, se kterým si i zazpíval.
Roku 1980 byl oceněn ziskem Zlaté porty za zásluhy a rozvoj country music. Počátkem 80. let vydal dvojici alb se stejnými písněmi v češtině a pak v angličtině (Zkus se životu dál smát a The Stranger).

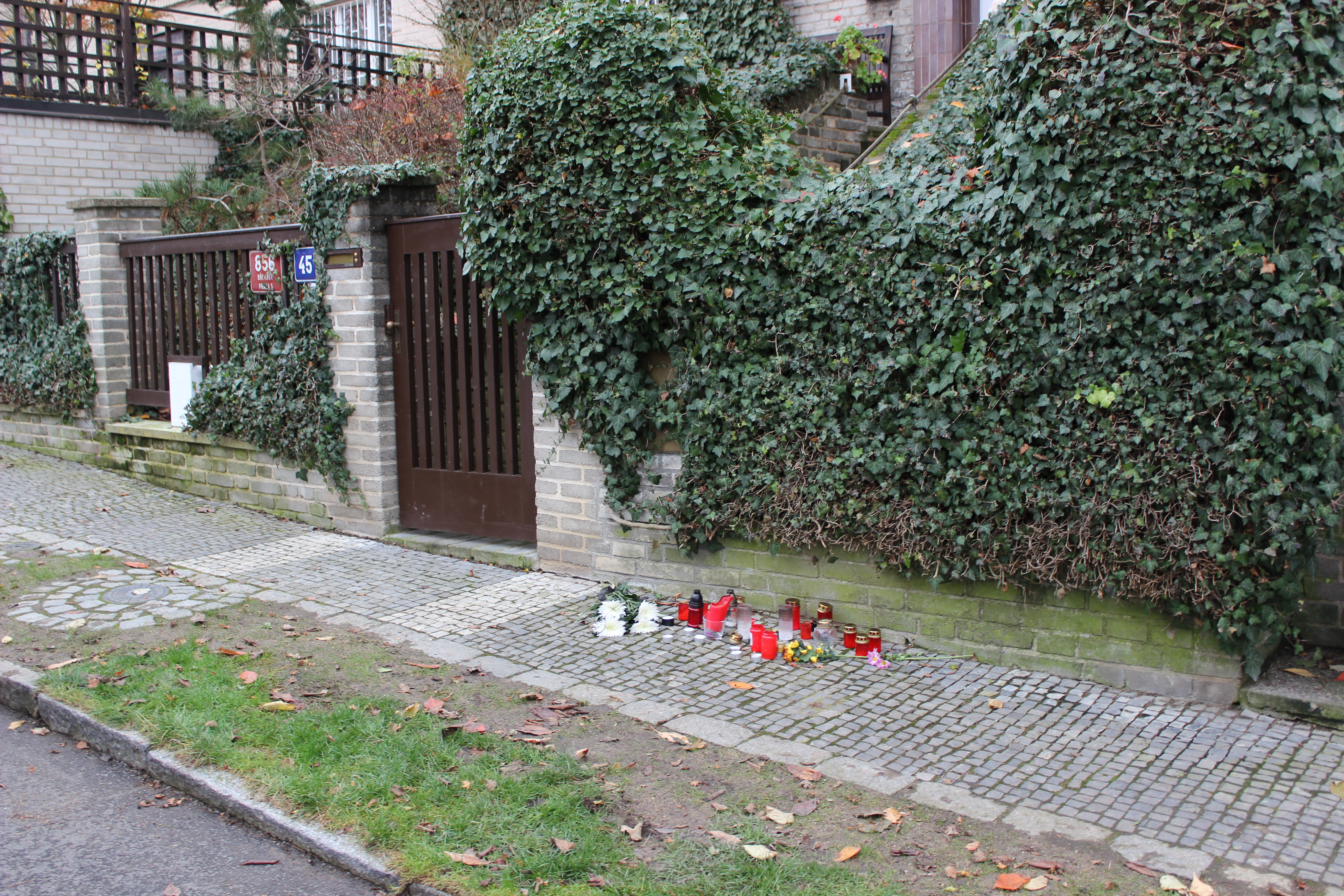
Improvizované pietní místo před jeho domem

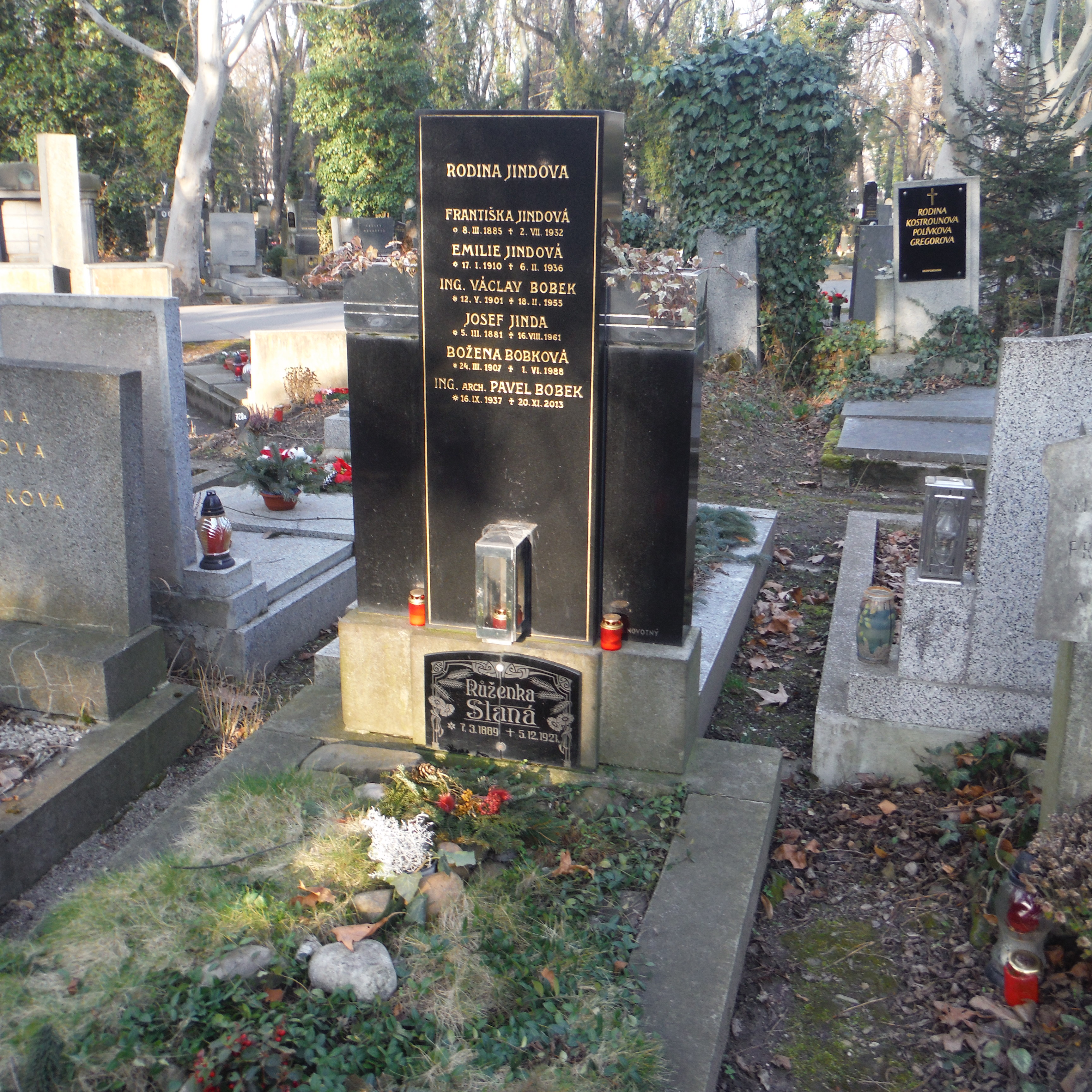
Hrob Pavla Bobka na Olšanském hřbitově

### Onemocnění a smrt
V roce 2007 prodělal mozkovou mrtvici. V posledních letech před smrtí vystupoval se skupinou Malinaband v čele s Lubošem Malinou. S Robertem Křesťanem nazpíval ceněnou píseň Ještě není tma na albu jeho Druhé trávy Dylanovky. V roce 2012 byl Akademií populární hudby zvolen do Síně slávy. O několik měsíců později zemřel.

## Rodina
Sestra Alena v sedmdesátých letech úspěšně dokončila studia na Filozofické fakultě UK. Také se provdala (Svobodová) a nyní působí jako archivářka festivalu Pražské jaro.

## Politická angažovanost
Ve volbách do Senátu PČR v roce 1996 kandidoval jako nestraník za ODA v obvodu č. 50 – Svitavy. V prvním kole získal 5,58 % hlasů, skončil na 5. místě, a nepostoupil tak do druhého kola.

## Nejznámější písně
Jeho nejznámější písně a největší hity jsou písně:
- Oh Ruby, nechtěj mi lásku brát (Ruby, Don't Take Your Love To Town) – (Melvin Tillis/Jiří Grossmann)[24][31]
- Lásko, mně ubývá sil (Lucille) – (Roger Dale Bowling/Michael Janík)[24]
- Veď mě dál, cesto má (Take Me Home, Country Roads) – (John Denver/Vladimír Poštulka)[24]
- Muž na konci světa (Muž na druhém konci světa) (Seven Spanish Angels)
- Stůj, klidně stůj (Coward Of The County) – (Kenny Rogers/Pavel Bobek)
- Pojď dál a zpívej (Lay Down Beside Me) – (Don Williams/Vladimír Poštulka)[24]
- S tím bláznem si nic nezačínej (Don't Fall In Love With A Dreamer) duet s Marií Rottrovou – (Kim Carnes/Vladimír Poštulka)
- Pojď stoupat jak dým (Don't Bogart That Joint My Friend) – (Elliot Ingber/Vladimír Poštulka[32]
- Chvíle, kdy jsem byl s ní (Me and Bobby Mc Gee) – (Kris Kristofferson/Vladimír Poštulka)
- Nedělní ráno (Sunday morning coming down) – (Kris Kristofferson/Vladimír Poštulka)[33] aj.
- Dálniční hlídka (Highway patrolman) – (Bruce Springsteen/Pavel Vrba)

## Diskografie
- 2012 – Singing Ya Ya Youpi
- 2012 – Kruhy
- 2010 – Víc nehledám... (album coververzí Johnnyho Cashe, Universal Music)
- 2008 – Muž, který nikdy nebyl IN – Universal Music
- 2007 – Nedělní ráno – Universal Music
- 2007 – Antologie – Supraphon (2CD)
- 2006 – 40 hitů od A do Z – Universal Music (2CD)
- 2005 – Muž, který nikdy nebyl IN – Brothers Records
- 2002 – Všem dívkám, co jsem měl kdy rád – Universal Music
- 2000 – Jsem pouhý známý – Venkow Records
- 1998 – Pavel Bobek v Lucerně – Venkow Records
- 1996 – Bůh má mě rád – Bonton Music
- 1995 – Hejno padlých andělů – Monitor EMI
- 1994 – The Best Of Pavel Bobek Volume II. – Panton
- 1993 – Zvláštní věc – Supraphon
- 1993 – Pojď dál a zpívej – Supraphon
- 1992 – The Best Of Pavel Bobek Volume I. – Supraphon
- 1992 – Muž v zrcadle – Panton[p 7]
- 1988 – Já přitom byl – Panton[34]
- 1986 – Galaportrét – Panton
- 1984 – Stárnoucí mladík -Panton
- 1982 – The Stranger – Artia[p 8]
- 1981 – Zkus se životu dál smát – Panton[p 9]
- 1981 – Profil – Supraphon
- 1975 – Veď mě dál, cesto má – Supraphon/Panton
- 1964 – Big Beat – kolekce SP  (Supraphon)

## Kompilace

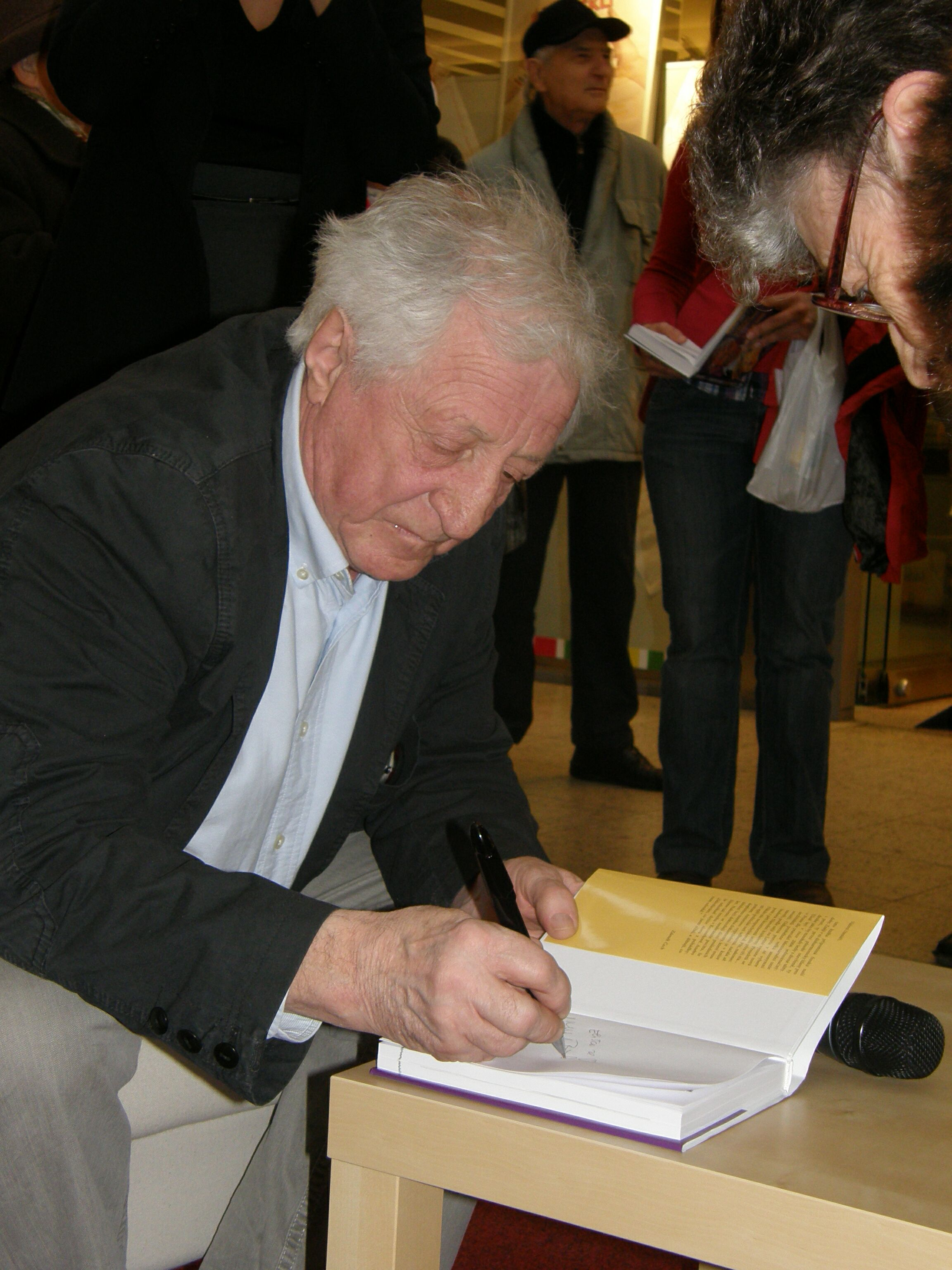
Pavel Bobek při autogramiádě

- 1988 Country kolotoč – Supraphon, LP (Michal Tučný, Pavel Bobek, Zdeněk Rytíř, Wabi Ryvola, Věra Martinová, Milena Soukupová, Rattlesnake Annie)
- 1993 Hity 1974 – Supraphon
- 1994 Hity 1970 – Supraphon -11. Oh, Ruby, nechtěj mi lásku brát (Ruby, Don't Take Your Love To Town)
- 1997 Country dálnice 2 – Venkow Records
- 1998 Hity z našeho saloonu – Monitor EMI – 12. Noční déšť jde Georgií
- 1999 Superhity století 1970–1979 – Universal Music – 13. Oh, Ruby, nechtěj mi lásku brát
- 2002 Country Pohoda I. – Supraphon – 02. Muž na konci světa (Seven Spanish Angels) / 21. Pojď se mnou touhle ulicí
- 2003 Naše country hity – Supraphon – 10. Veď mě dál, cesto má
- 2004 Hitparáda 70. let – Supraphon – 19. Veď mě dál, cesto má
- 2005 Hitparáda 90. let – Supraphon – 21. Obludárium duet s Bolkem Polívkou – CD
- 2005 Mr. Rock & Mr. Roll – Supraphon – Pavel Bobek a Olympic – 02. Oh Boy! / 08. Memphis, Tennessee/ 10. Rock Around The Clock
- 2005 Hej pane diskžokej – Universal Music -15. Veď mě dál cesto má
- 2006 Zamilovaná – Universal Music -03. Divoká růže (duet s Marií Rottrovou)/ 17. Dítě květin
- 2006 Snídaně v trávě – Universal Music – 07. Pojď stoupat jak dým / 13. S tím bláznem si nic nezačínej (duet s Marií Rottrovou)
- 2006 Country superpohoda – Supraphon – 01. Country boy (Lord Have Mercy On A Country Boy) / 15. Pojď se mnou touhle ulicí / 14. Z nebe padá ranní déšť (Early Morning Rain) – CD / 24. Lásko, mně ubývá sil (Lucille) CD
- 2006 Legendy českého popu 60. léta – Universal Music -07. Oh, Ruby, nechtěj mi lásku brát
- 2006 Karaoke 2 – Universal Music -04. Houston
- 2007 Je jaká je – Universal Music -08. Nedělní ráno / 15. Veď mě dál cesto má
- 2007 Den, kdy se vrátí láska – Universal Music -09. Zavolám a jen ozvěna se vrátí
- 2007 Hold Johnnymu Cashovi – Supraphon
- 2007 Nejlepší country výběr všech dob – Universal Music -10. Veď mě dál, cesto má (Take Me Home, Country Roads) -cd2 / 07. Oh, Ruby, nechtěj mi lásku brát (Ruby, Don’t Take Your LoveTo Town)
- 2007 Zřejmě letos nikde nejsou kytky – Universal Music -13. Divoká růže (duet s Marií Rottrovou)
- 2007 Holky z naší školky – Universal Music -18. Má dívka „N"
- 2007 Nejlepší výběr 80. let všech dob – Universal Music -18. Lásko, mně ubývá sil
- 2008 Nejlepší písničky O Lásce všech dob – Universal Music – 14. Pavel Bobek – Lásko, mně ubývá sil -cd2
- 2008 Okno mé lásky – Universal Music -03. Všem dívkám, co jsem měl kdy rád duet s Karlem Gottem)
- 2015 Elpíčka (box 8CD)